# Phrynium obscurum
Phrynium obscurum là một loài thực vật có hoa trong họ Marantaceae. Loài này được Teijsm. & Binn. miêu tả khoa học đầu tiên năm 1862.